# Tamponga
Tamponga est une localité du département du Kongoussi, dans la province du Bam, dans le Centre-Nord, au Burkina Faso. Lors du recensement de 2006, on y a dénombré 508 habitants. 

## Géographie
La commune est traversée par la route nationale 22.